# Stirone
Der Stirone ist ein Fluss in der norditalienischen Region Emilia-Romagna, ein linker Nebenfluss des Taro.
Seine wichtigsten Zuflüsse sind Utanella, Varolo, Borla, Ghiara und Rovacchia.
Auf alten Karten ist er auch unter den Namen Sisterione, Sisterone oder Sistrone verzeichnet.

## Verlauf
Der Stirone entspringt auf der Piana di Maneia, an den Ostflanken der Berge Santa Cristina und Guardia, oberhalb von Pellegrino Parmense. Er verläuft im Westen der Provinz Parma und bildet teilweise die Grenze zur Provinz Piacenza. Nachdem er Salsomaggiore durchquert, nähert sich der Stirone Fidenza. Früher verlief der Fluss nahe der Kathedrale von Fidenza; im mittelalterlichen Stadttor ist noch ein Brückenbogen zu sehen.
Bei Fontanelle (Ortschaft der Gemeinde Roccabianca) unterquert der Stirone die Brücke "dal mulèn" und ergießt sich dann in den Taro.
Der Abbau von Kies hat die Erosion des Flussbettes verstärkt. Dem Schutz des Ökosystems dient der Parco fluviale regionale dello Stirone.

## Fossilien
Gefunden wurden Abdrücke von Schildkröten, Muscheln und Walen. Die Fundstücke sind zu sehen im Museo dei fossili di Salsomaggiore und im Museo dei fossili di Fidenza.